# Hydrovatus nephodes
Hydrovatus nephodes är en skalbaggsart som beskrevs av Guignot 1953. Hydrovatus nephodes ingår i släktet Hydrovatus och familjen dykare. Inga underarter finns listade i Catalogue of Life.